# Europamästerskapen i fälttävlan 1977
Europamästerskapen i fälttävlan 1977 arrangerades i Burghley, Storbritannien. Tävlingen var den 13:e upplagan av europamästerskapen i fälttävlan.

## Resultat
| Placering | Ryttare              | Häst     | Land |
| --------- | -------------------- | -------- | ---- |
| 1         | Lucinda Prior-Palmer | George   | GBR  |
| 2         | Karl Schultz         | Madrigal | FRG  |
| 3         | Horst Karsten        | Sioux    | FRG  |

| Placering | Land           |
| --------- | -------------- |
| 1         | Storbritannien |
| 2         | Västtyskland   |
| 3         | Irland         |